# Phaiophantia jordanensis
Phaiophantia jordanensis är en insektsart som beskrevs av Rauno E. Linnavuori 1962. Phaiophantia jordanensis ingår i släktet Phaiophantia och familjen Flatidae. Inga underarter finns listade i Catalogue of Life.